# Грицевець Сергій Іванович
Сергій Іванович Грицевець (біл. Сяргей Іванавіч Грыцавец; нар. 6 (19) липня 1909 — 16 вересня 1939) — радянський військовий льотчик, перший двічі Герой Радянського Союзу (лютий і серпень 1939 року) майор.

## Біографія
Народився 6 червня 1909 року в селі Боровці Новогрудського повіту Мінської губернії Російської імперії (нині Барановицький район, Брестської області Білорусі) у селянській родині. Білорус.
У лавах РСЧА з 1931 року. у 1932 році закінчує Оренбурзьку військову школу льотчиків і з вересня того ж року починає службу в Київському винищувальному авіазагоні, пізніше проходив службу на Далекому Сході. У 1936 році направлений в Одеську школу повітряного бою.
у 1938 році С. І. Грицевець брав участь у Громадянській війні в Іспанії. За час служби в Іспанії виконав 88 бойових вильотів, провів 42 повітряних бої у ході яких збив 7 літаків особисто, та 24 у групі. У грудні 1938 року С. І. Грицевцю присвоєно позачергове військове звання майора.
22 лютого 1939 року Сергію Івановичу Грицевцю було присвоєно звання Героя Радянського Союзу.
Другу Золоту Зірку Героя С. І. Грицевець заслужив у боях з японцями в 1939 році в районі річки Халхін-Гол. За період з 22 червня по 30 серпня 1939 року у небі МНР майор Грицевець виконав 138 бойових вильотів, за яких збив 12 ворожих літаків. Під час одного з боїв, коли командир з'єднання змушений був вистрибнути з парашутом зі свого підбитого літака, що зайнявся, на територію противника, Грицевець приземлився поруч, узяв пораненого командира на свій одномісний літак і на очах у ворога здійнявся в повітря.
Майор Грицевець С. І. загинув у 16 вересня 1939 року при виконанні службових обов'язків біля села Болбасово Оршанського району Вітебської області Білоруської РСР.

## Нагороди
- Звання двічі Герой Радянського Союзу (медаль «Золота Зірка» на той час не вручалась);
- Два ордени Леніна;
- Два ордени Червоної Зірки;
- Орден Червоного Прапора Монголії.

## Пам'ять

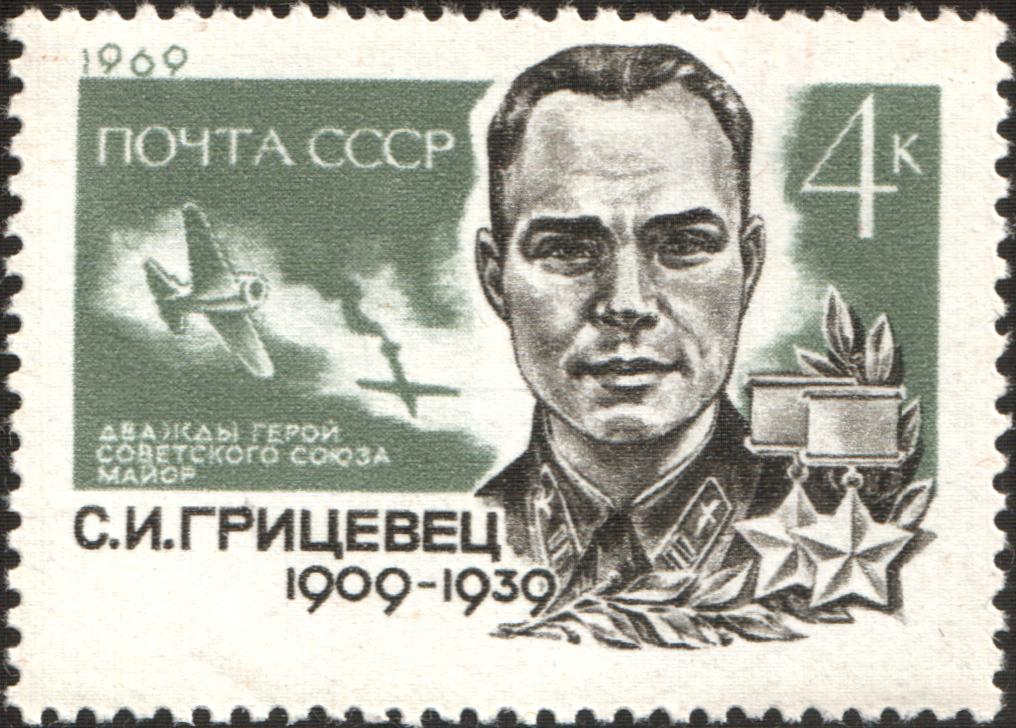
Поштова марка СРСР, (1969)

У містах рідної Білорусі іменем Грицевця названі вулиці; пам'ятники льотчику-героєві встановлені у Мінську (1955), Барановичах (1959), Болбасово (Вітебська область БРСР).